# 超級設計師
超級設計師（Super Designer）是台灣電視史上第一個實境選秀節目。節目製作人由薛聖棻、陳財裕、陳俊良擔任，節目主持人由利菁擔任，外景主持人則是由小鐘以及Kevin擔任，另外節目評審由洪偉明、傅子菁、溫筱鴻、盧淑芬擔任。台視頻道於2010年8月26日起，每星期四晚間10時00分播出。

## 節目介紹
本節目提倡不限年齡不分男女，只要對服裝充滿熱情的人都能報名參加比賽，盡情發揮創意，

你會看到我們對創作的執著與堅決，不管你是不是專業，無論你有沒有職場經驗，

只要堅持不放棄，只要有夢想，只要肯努力堅持目標，

你就是下一個超級設計師。

## 播出時間

### 首播
| 星期   | 時段        | 頻道 |
| ------ | ----------- | ---- |
| 星期四 | 22:10-23:40 | 台視 |

### 重播
| 星期   | 時段        | 頻道 |
| ------ | ----------- | ---- |
| 星期六 | 16:00-17:30 | 台視 |
| 星期日 | 08:00-09:30 | 台視 |

## 超級設計師歷屆賽事排名一覽表
| 屆數 | 播出日期                      | 集數 | 冠軍   | 亞軍   | 季軍   | 第四名 | 第五名 | 第六名 | 第七名 | 第八名 | 第九名 | 第十名 |
| ---- | ----------------------------- | ---- | ------ | ------ | ------ | ------ | ------ | ------ | ------ | ------ | ------ | ------ |
| 1    | 2010年8月26日－2010年11月18日 | 13   | 徐     | 張祐豪 | 謝昀庭 | 李嘉泉 | 楊子興 | 郭本皓 | 邱娉勻 | 鄭佳弘 | 白玉萱 | 黃淑菁 |
| 2    | 2011年1月20日－2011年6月2日   | 18   | 范宇廷 | 張洊瑋 | 宋珮榕 | 邱紹淮 | 方竫沂 | 簡國彥 | 王皕玫 | 王言復 | 張凱傑 | 陳薇如 |

### 第一屆
- 2010年8月26日開始的《超級設計師》第一屆賽事，以15位參賽者為起端，進行內容不一的主題式競賽。
- 第一屆超級設計師總冠軍將獲得100萬元的創業基金。
- 第一屆超級設計師總冠軍將為超5選手謝宜君量身打造一套服裝。
- 進入總決賽的前三強分別為：徐、張祐豪、謝昀庭
- 十強最終排名：徐、張祐豪、謝昀庭、李嘉泉、楊子興、郭本皓、邱娉勻、鄭佳弘、白玉萱、黃淑菁
- 2010年11月18日第一屆賽事結束共13集。

### 第一屆菁英挑戰賽
- 2010年11月25日開始的《超級設計師》菁英挑戰賽，這次第一屆超級設計師們將迎戰來自全國各地的設計高手，每週進行內容不一的主題踢館賽。
- 2011年1月13日第一屆比賽全部結束。

### 第二屆
- 2011年1月20日開始的《超級設計師》第二屆賽事，以17位參賽者為起端，進行內容不一的主題式競賽。
- 第二屆超級設計師總冠軍將獲得100萬元的創業基金。
- 進入總決賽的前三強分別為：范宇廷、張洊瑋、宋珮榕
- 十強最終排名：范宇廷、張洊瑋、宋珮榕、邱紹淮、方竫沂、簡國彥、王皕玫、王言復、張凱傑、陳薇如
- 2011年6月2日第二屆賽事結束共18集。

### 第二屆菁英挑戰賽
- 2011年6月9日開始的《超級設計師》菁英挑戰賽，這次第二屆超級設計師們將迎戰來自全國各地的設計高手，每週進行內容不一的主題踢館賽。
- 2011年7月28日第二屆比賽全部結束。

## 外部連結

### 官方網站
- 台視《超級設計師 Super Designer》官方網站 （页面存档备份，存于）
- 超級設計師官方Facebook （页面存档备份，存于）

### 非官方網站
- 紡織及運動用品產業知識服務平台 （页面存档备份，存于）

## 作品的變遷
| 台視 星期四22:10~23:40               | 台視 星期四22:10~23:40                 | 台視 星期四22:10~23:40 |
| ------------------------------------ | -------------------------------------- | ---------------------- |
|                                      | 超級設計師 （2010.08.26 - 2011.07.28） |                        |
| 熱線追蹤 （2008.10.23 - 2010.08.19） | 陽光天使 （2011.08.04 - 2011.11.03）   |                        |

| 台視 星期六16:00~17:30 | 台視 星期六16:00~17:30                         | 台視 星期六16:00~17:30 |
| ---------------------- | ---------------------------------------------- | ---------------------- |
|                        | 超級設計師（重播） （2010.08.28 - 2011.07.30） |                        |
| -                      | App Star高手爭霸戰 （2011.09.17 - 2011.12.10） |                        |